# Colobothea peruviana
Colobothea peruviana es una especie de escarabajo longicornio del género Colobothea, categorizada en la tribu Colobotheini, de la subfamilia Lamiinae. Fue descrita por Aurivillius en 1920.

## Descripción
Mide 11 mm de longitud.

## Distribución
Se distribuye por Perú.